# Кориган (Тексас)
Кориган (енгл. Corrigan) град је у америчкој савезној држави Тексас. По попису становништва из 2010. у њему је живело 1.595 становника.

## Демографија
Према попису становништва из 2010. у граду је живело 1.595 становника, што је 126 (7,3%) становника мање него 2000. године.
| Група             | 2000.       | 2010.       |
| Белци             | 728 (42,3%) | 543 (34,0%) |
| Афроамериканци    | 726 (42,2%) | 673 (42,2%) |
| Азијати           | 0 (0,0%)    | 3 (0,2%)    |
| Хиспаноамериканци | 257 (14,9%) | 361 (22,6%) |
| Укупно            | 1.721       | 1.595       |